# Beierfeld
Beierfeld ist ein Stadtteil der am 1. Januar 2005 neugebildeten Stadt Grünhain-Beierfeld im Erzgebirgskreis in Sachsen. Der Stadtteil Beierfeld hat mit seinem Ortsteil Waschleithe ca. 4080 Einwohner und eine Fläche von 8,82 km². Als lokale Sehenswürdigkeiten bekannt sind die Heimatecke in Waschleithe und der König-Albert-Turm auf dem Spiegelwald.

## Geografie
Beierfeld liegt nördlich von Schwarzenberg. Der Ort reicht vom Tal des Schwarzwassers im Süden bis zum Spiegelwald.

## Geschichte

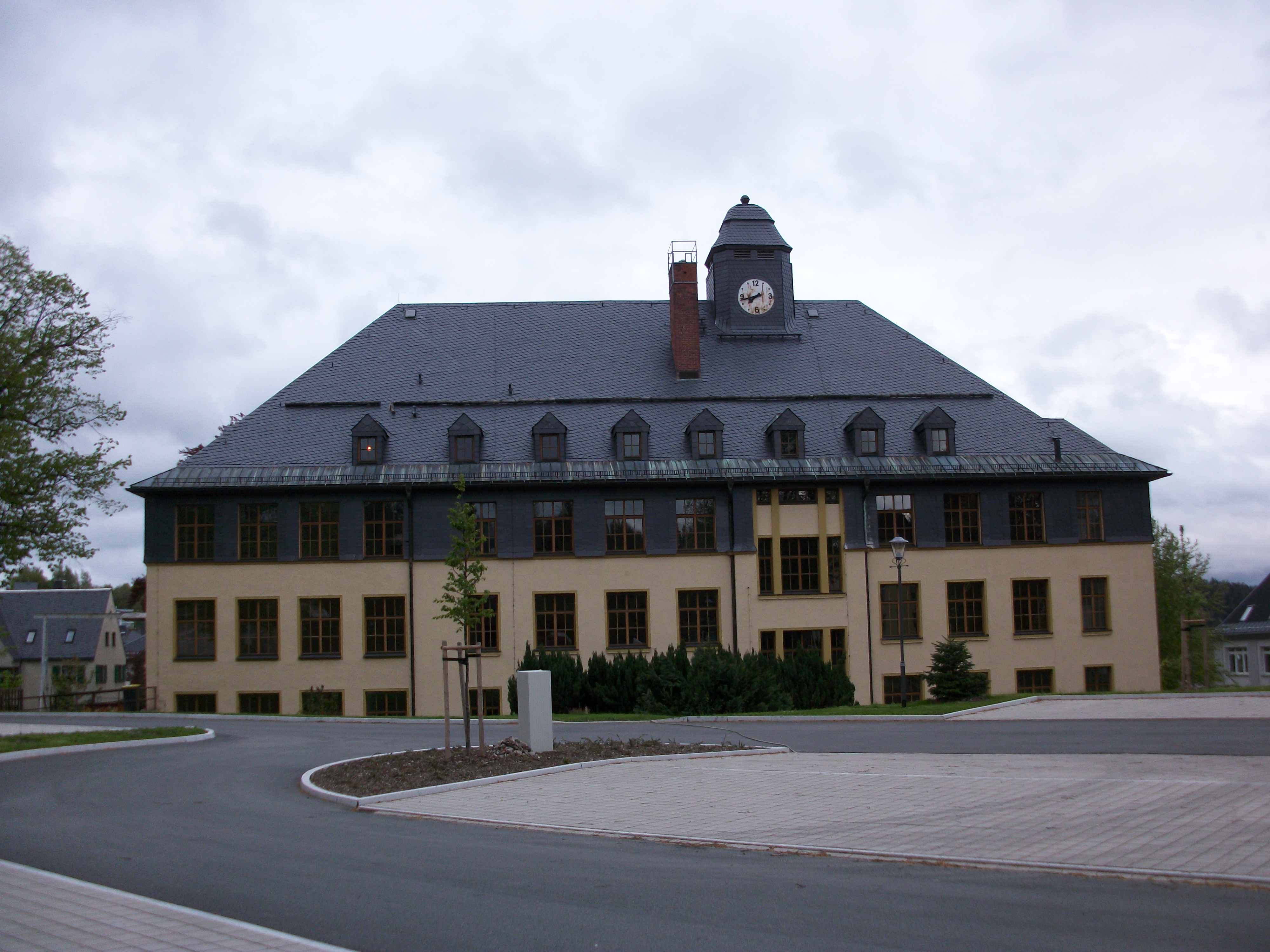
Oberschule Grünhain-Beierfeld in Beierfeld

### Ersterwähnung im 13. Jahrhundert

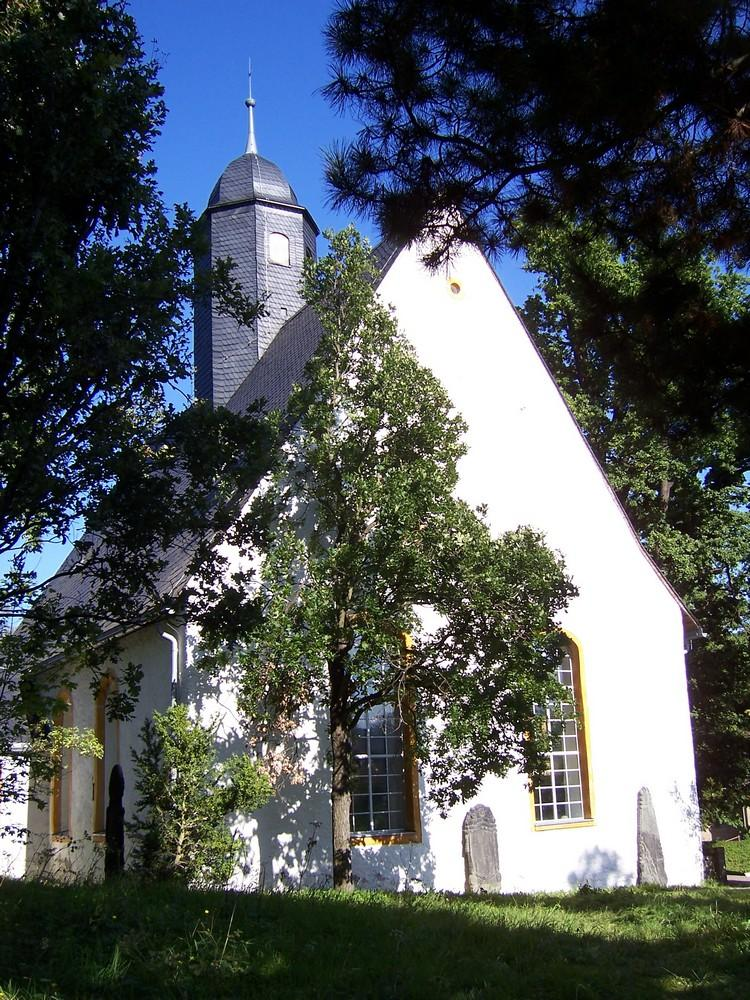
Peter-Pauls-Kirche

Beierfeld wurde im Zuge der Besiedlung des Erzgebirges als Waldhufendorf angelegt und wurde erstmals 1230/31 als Beiervelt urkundlich erwähnt. 1233 gelangte es in den Besitz des Grünhainer Klosters. Die erstmals 1301 genannte Peter-Pauls-Kirche soll bereits vor der Gründung des Klosters errichtet worden sein und gilt als eine der ältesten Dorfkirchen des Erzgebirges.

### Ortsentwicklung
Als Folge des Berggeschreys im 15. Jahrhundert wandelte sich das ursprüngliche Bauerndorf mehr und mehr zu einer von Handwerk und Industrie geprägten Gemeinde. Vom 18. Mai 1480 stammt die erste urkundliche Erwähnung des Silberbergbaus, vermutlich war hier die erst später erwähnte Ernst von Schönburg Fundgrube gemeint. Im Jahr 1536 war Beierfeld (auch Beyerfeld geschrieben) dem Amt Grünhain unterstellt. Von besonderer Bedeutung für den Ort ist die im 17. Jahrhundert aufgekommene Löffelmacherei, die heute mit einem „Löffelmacherfest“ gewürdigt wird.

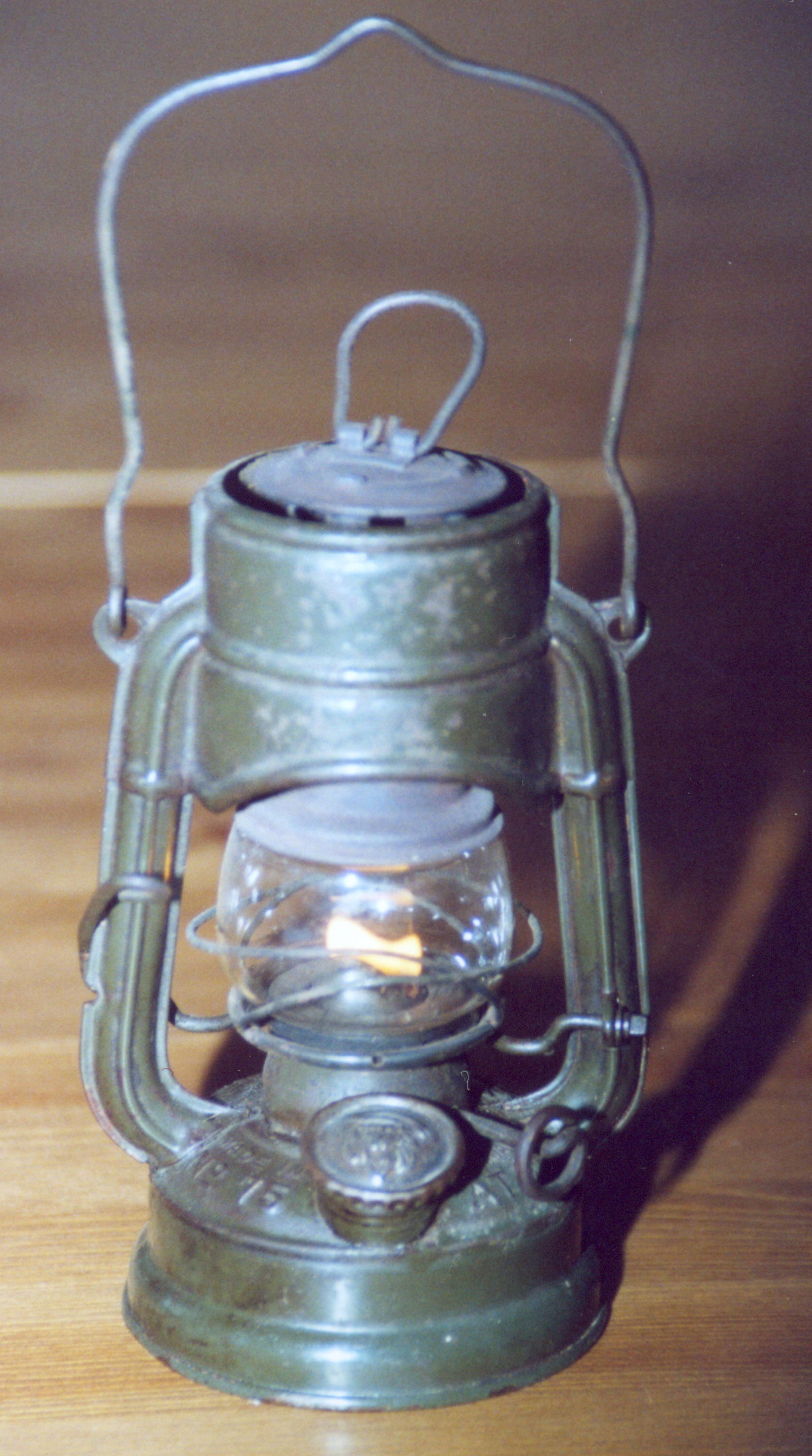
Sturmlaterne der Beierfelder Firma Feuerhand

Ein weiterer wichtiger Industriezweig war seit dem 19. Jahrhundert die Blechwarenindustrie, wie etwa die ab 1912 zunächst Fröhlich & Wolter, ab 1926 FROWO genannte Metallwarenfabrik. Beierfeld war auch jahrelang Sitz der Firma Feuerhand (Petroleum-Lampenfabrikation), die von der Sowjetischen Besatzungsmacht enteignet wurde. In Westdeutschland wurde die Firma in Hohenlockstedt neu gegründet. Nach dem Zweiten Weltkrieg galt Beierfeld vor allem durch das Waschgeräte- und das Messgerätewerk als größtes Industriedorf der DDR.

### Beierfeld im 21. Jahrhundert

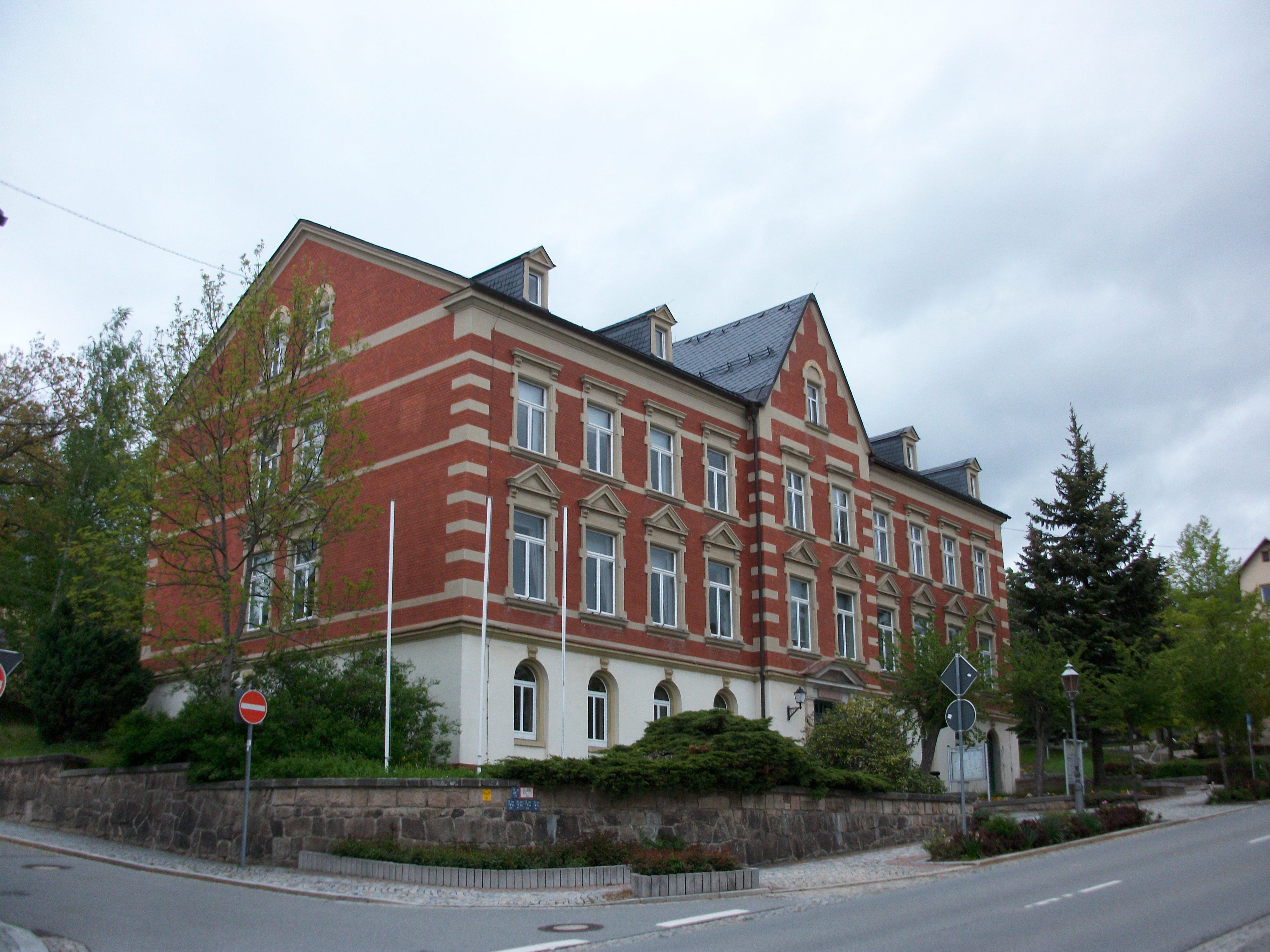
Rathaus Beierfeld (Sitz der Stadtverwaltung Grünhain-Beierfeld)

Aus den großen Fabriken und Betrieben haben sich nach der Wiedervereinigung Deutschlands vor allem mittelständische Unternehmen entwickelt, die zu den Hauptarbeitgebern gehören. Verwaltungstechnisch wurde Beierfeld mit Grünhain zur Stadt Grünhain-Beierfeld vereinigt.

### Einwohnerentwicklung
| Jahr    | Einwohnerzahl                                       |
| ------- | --------------------------------------------------- |
| 1548/51 | 21 besessene Mann, 6 Häusler, 18 Inwohner, 14 Hufen |
| 1764    | 25 besessene Mann, 41 Häusler, 14 Hufen             |
| 1834    | 0981                                                |
| 1871    | 1279                                                |

| Jahr | Einwohnerzahl |
| ---- | ------------- |
| 1890 | 1339          |
| 1910 | 3437          |
| 1925 | 4443          |
| 1939 | 4801          |

| Jahr | Einwohnerzahl |
| ---- | ------------- |
| 1946 | 5043          |
| 1950 | 8293          |
| 1964 | 5436          |
| 1990 | 3807          |

| Jahr | Einwohnerzahl |
| ---- | ------------- |
| 2002 | 4080          |
| 2011 | 3365 (a)      |

## Verkehr
Durch Beierfeld verläuft die Staatsstraße 270 Zwönitz–Schwarzenberg.

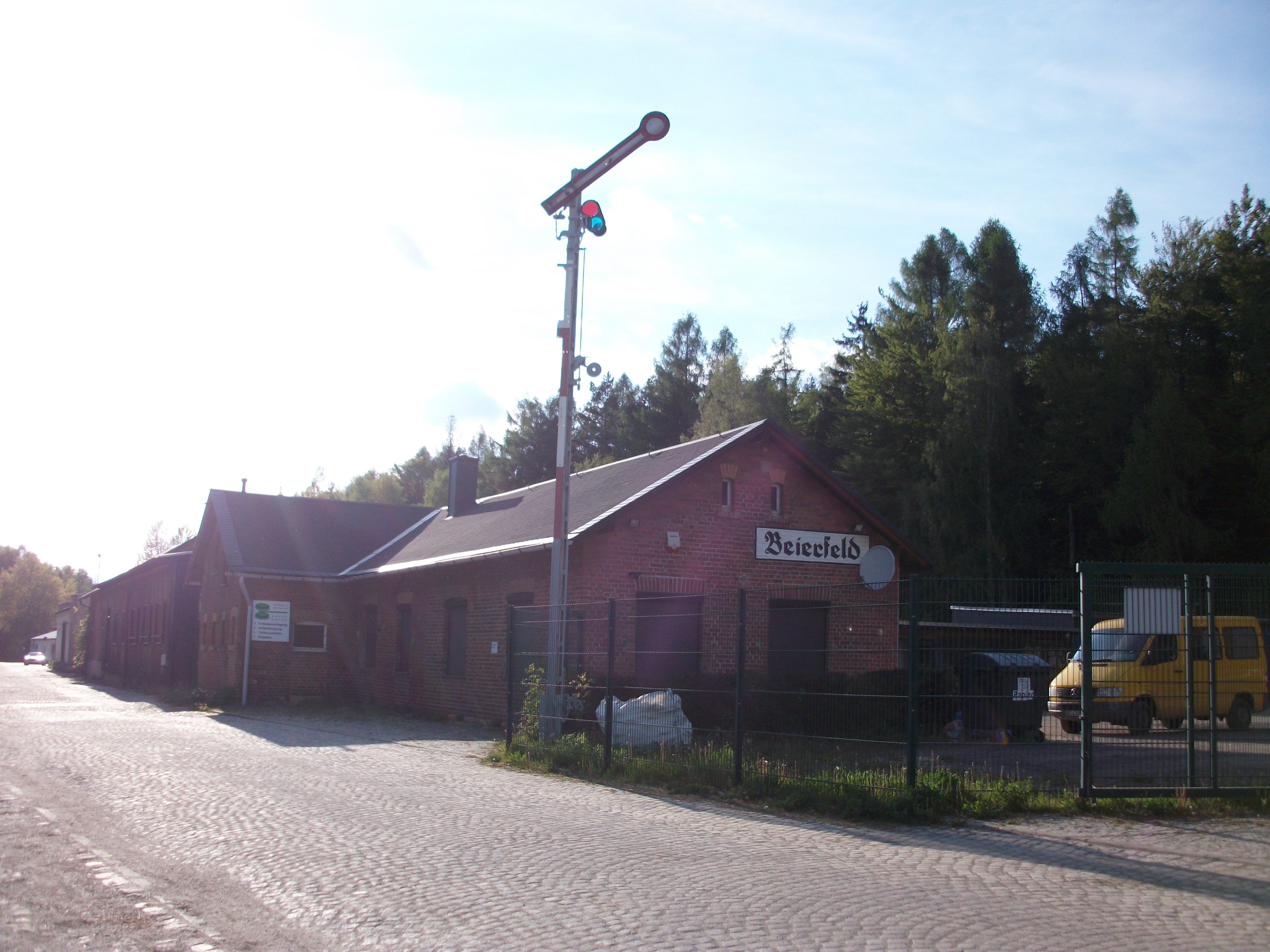
Bahnhof Beierfeld (2016)

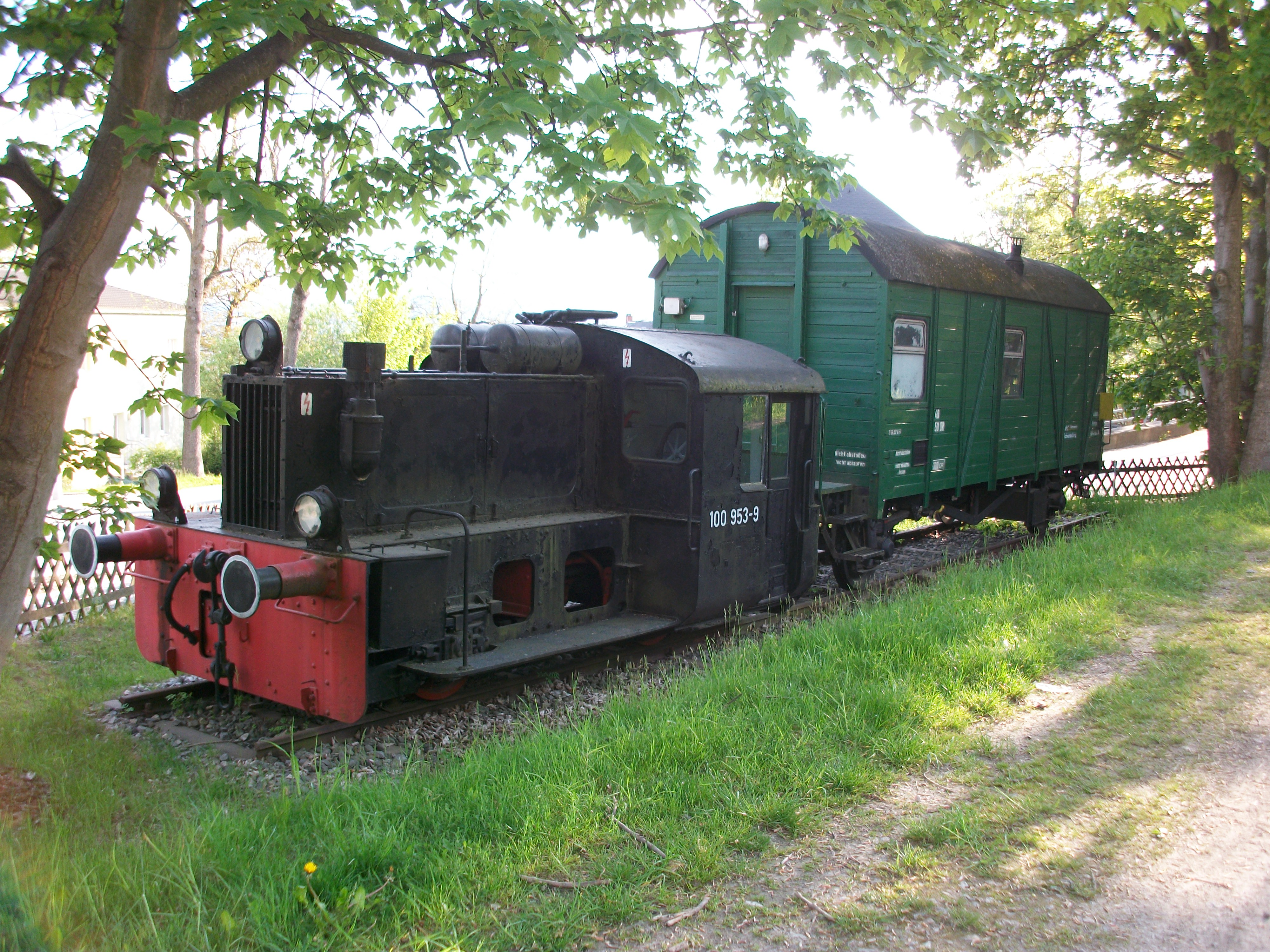
Denkmalszug (2016)

Zwischen 1900 und 1947 hatte der Ort einen Bahnhof an der Bahnstrecke Zwönitz–Scheibenberg. Nur das Empfangsgebäude, die Straße Am Bahnhof und ein kleiner Denkmalszug erinnern noch an diese Zeit.

## Naturprobleme
Durch den Ortsteil fließt ein namenloser Dorfbach, der bei Starkregen regelmäßig über die Ufer tritt und auf Straßen und an Gebäuden Schäden verursacht. Der Bach speist sich aus Brunnen und kleinen Zuläufen, kommt aus dem Gemeindehain und dient als Entwässerungskanal für Beierfeld. Abwässer werden nicht eingeleitet, aber das Wasser von Regenüberläufen und Regenrückhaltebecken wird bei Starkregen hierher abgelassen. So führte das Starkregenereignis mit den zusätzlichen Wassermassen aus dem Neubaugebiet Ende Juni 2016 dazu, dass entlang der wichtigsten Straße von Beierfeld, der August-Bebel-Straße, ganze Fußwegpassagen zerstört wurden, rund 50 Quadratmeter Granitpflaster wurde herausgerissen. Die Stadtverwaltung hat den entstandenen Schaden mit 25.000 Euro beziffert. Gegenmaßnahmen sind nicht vorgesehen, da es sich nicht um ein Hochwasser handelt.

## Persönlichkeiten

### Ehrenbürger
- 18. März 1933: Adolf Hitler, Reichskanzler
- 18. März 1933: Paul von Hindenburg, Reichspräsident[7]

### Söhne und Töchter des Ortes
- Ernst Nier (1857–1936), Unternehmer und Entwickler von Sturmlaternen
- Bruno Nier (1880–1950), Ingenieur und Unternehmer

### Weitere Persönlichkeiten, die in Beierfeld leben oder gelebt haben
- Alfred Richter (1900–1980), Gebrauchsgrafiker und Maler